# Adam Jogee
Adam Habib Jogee (né en décembre 1991) est un homme politique du parti travailliste britannique qui est député de Newcastle-under-Lyme depuis 2024.

## Éducation et carrière
Adam Jogee est né et grandit à Haringey, et a des origines jamaïcaines et zimbabwéennes, il est musulman.
Jogee reçoit une bourse en 2008 pour passer ses A-levels à Highgate School et est membre du Parlement des jeunes de Haringey à l'âge de 16 ans.
Il est conseiller du Haringey London Borough Council (quartier de Hornsey) et est élu maire de Haringey en 2020 parallèlement à un rôle de collaboration avec la députée travailliste Ruth Jones dans l'équipe Shadow Defra. Il est choisi comme candidat parlementaire potentiel du Parti travailliste pour Newcastle-under-Lyme en avril 2023 et est élu avec une majorité de 5 069 voix,.
Jogee démissionne de son poste de conseiller lorsque Rishi Sunak, le Premier ministre de l'époque, convoque des élections générales, ce qui conduit à une élection partielle au conseil de Haringey pour Hornsey qui a lieu le même jour que les élections générales,.